# Bourrée

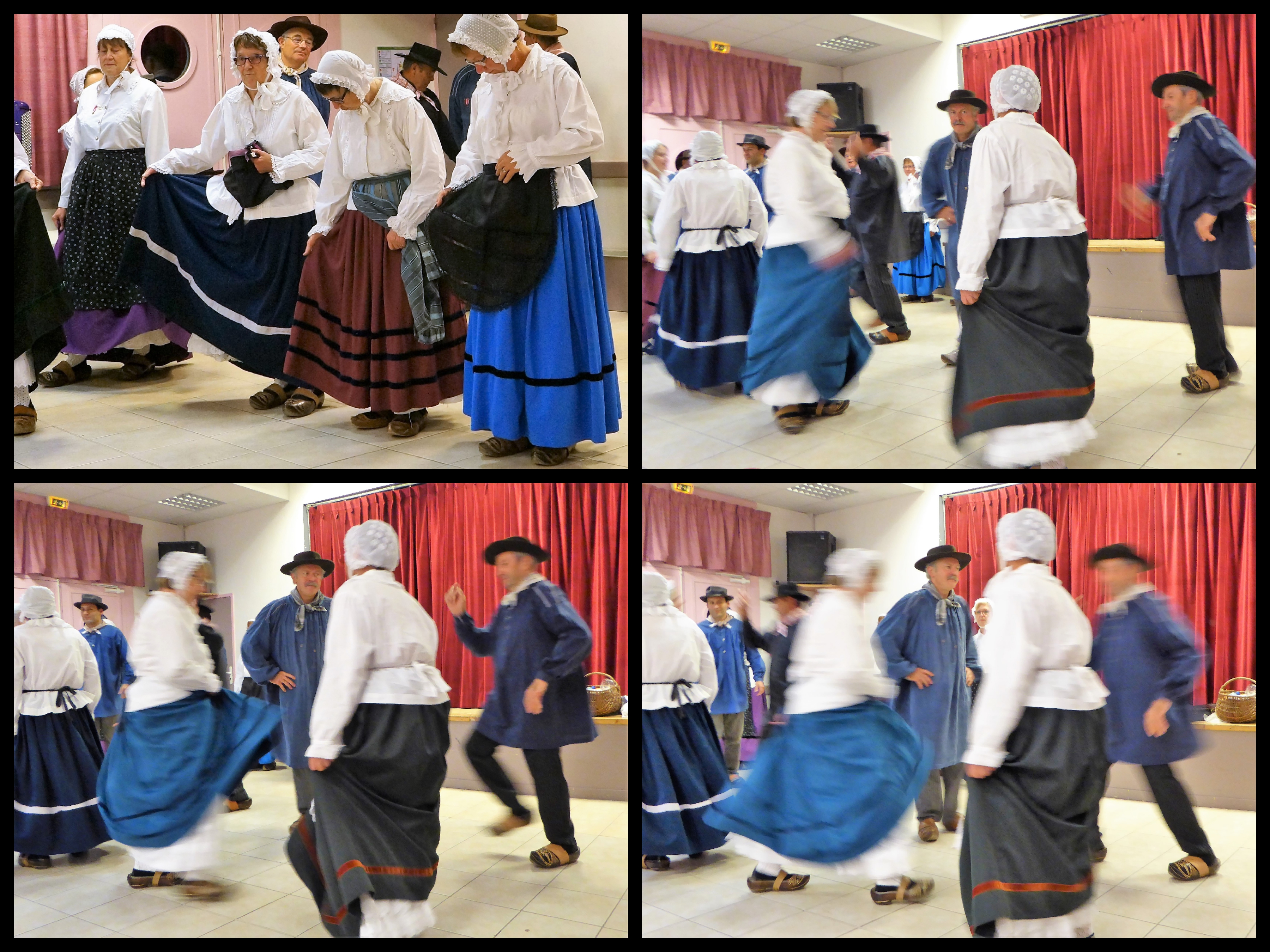
Bourrée

Bourrée är en gammal fransk dans, antagligen härstammande från Auvergne.
Musikaliskt är den hållen i 4/4-takt med upptakt på en fjärdedel och ibland med en synkopering på andra och tredje fjärdedelen. Rörelsen är för övrigt lätt och flytande, växlande mellan fjärdedelar och åttondelar. Bourrée upptogs ofta som beståndsdel i senare orkester- och pianosviter, där den förekommer som en av de extra satser, vilka infogades mellan svitens stamsatser.
Bourrée finns i Frankrike som folklig dans både i 2-takt och 3-takt och dansas både som pardans och som gruppdans i många olika formationer (fyrkant, linje, cirkel m.m.). Den folkliga bourréen förknippas med Auvergne och angränsande delar av centrala Frankrike, bland annat Bourbonnais, Berry, Velay, Limousin, Poitou, Morvan och Nivernais, som alla har sitt eget sätt att dansa bourrée.